# Deng Wei
Deng Wei (chiń. 邓薇; ur. 14 lutego 1993 w Sanming) – chińska sztangistka, jednokrotna mistrzyni olimpijska oraz trzykrotna mistrzyni świata, medalistka igrzysk olimpijskich młodzieży oraz igrzysk azjatyckich.
Na początku swojej kariery zdobywała medale – w 2009 roku zdobyła złoty medal mistrzostw świata młodzieży w Chiang Mai w kat. 58 kg (98 w rwaniu + 124 w podrzucie), natomiast rok później na igrzyskach azjatyckich w tym samym limicie wagowym również wygrała, podnosząc o 20 kg więcej w dwuboju niż w Tajlandii. W tym samym roku zaliczyła debiut na seniorskich mistrzostwach świata w Antalyi, w których wywalczyła złoto. W 2011 została mistrzynią świata juniorów w stanie Penang.
W 2013 podczas mistrzostw świata we Wrocławiu nie została sklasyfikowana (nie zaliczyła ani jednej próby w podrzucie). Srebrna medalistka igrzysk azjatyckich z Inczon (2014), gdzie zmieniła kategorię wagową na 63 kg. W niej w tym samym roku sięgnęła po złoto czempionatu globu w Ałmaty. Rok później powtórzyła wyczyn podczas kolejnej edycji mistrzostw w Houston.
Jej największym sukcesem jest złoty medal igrzysk olimpijskich w Rio de Janeiro (2016) w kategorii do 63 kilogramów, a podczas nich pobiła rekordy świata w podrzucie i dwuboju.